# Šahovska olimpijada 2006.
37. Šahovska olimpijada održana je 2006. u Italiji. Grad domaćin bio je Torino.

## Poredak osvajača odličja
| Mj. | Država   | Bodova | Igrači |
| --- | -------- | ------ | ------ |
| 1.  | Armenija | 36,0   |        |
| 2.  | Kina     | 34,0   |        |
| 3.  | SAD      | 33,0   |        |

| Pobjednici           |
| -------------------- |
| Armenija Prvi naslov |